# Frauenstein (Erzgebirge)
Frauenstein is een kleine stad in de Duitse deelstaat Saksen en maakt deel uit van de Landkreis Mittelsachsen.
Frauenstein telt 2.733 inwoners.
In het slot van Frauenstein is het Gottfried-Silbermann-Museum gevestigd met permanente exposities over de orgelbouwer Gottfried Silbermann, zijn broer Andreas Silbermann en diens zoon Johann Andreas Silbermann, over de geschiedenis van de burcht zelf en de geschiedenis van post en verkeer.

## Geboren
- Thomas Schönlebe (6 augustus 1965), sprinter

Altmittweida ·
Augustusburg ·
Bobritzsch-Hilbersdorf ·
Brand-Erbisdorf ·
Burgstädt ·
Claußnitz ·
Döbeln ·
Dorfchemnitz ·
Eppendorf ·
Erlau ·
Flöha ·
Frankenberg/Sa. ·
Frauenstein ·
Freiberg ·
Geringswalde ·
Großhartmannsdorf ·
Großschirma ·
Großweitzschen ·
Hainichen ·
Halsbrücke ·
Hartha ·
Hartmannsdorf ·
Jahnatal ·
Königsfeld ·
Königshain-Wiederau ·
Kriebstein ·
Leisnig ·
Leubsdorf ·
Lichtenau ·
Lichtenberg ·
Lunzenau ·
Mittweida ·
Mochau ·
Mühlau ·
Mulda/Sa. ·
Neuhausen/Erzgeb. ·
Niederstriegis ·
Niederwiesa ·
Oberschöna ·
Oederan ·
Penig ·
Rechenberg-Bienenmühle ·
Reinsberg ·
Rochlitz ·
Rossau ·
Roßwein ·
Sayda ·
Seelitz ·
Striegistal ·
Taura ·
Waldheim ·
Wechselburg ·
Weißenborn/Erzgeb. ·
Zettlitz ·
Ziegra-Knobelsdorf